# Bundesautobahn 535
Pour les articles homonymes, voir A535 et Autoroute A535.
La Bundesautobahn 535 est une Bundesautobahn dans le Land de Rhénanie-du-Nord-Westphalie.

## Histoire
L'A 535 mène du triangle autoroutier de Velbert-Nord (connexion à l'A 44) jusqu'à l'échangeur autoroutier de Sonnborn à Wuppertal (connexion à l'A 46). Jusqu'au début du mois de novembre 2008, l'A 535 était encore en grande partie désignée comme la Bundesstraße 224, mais la signalisation sur l'autoroute est désormais entièrement bleue. Seuls les panneaux indicateurs sur les routes d'accès sont encore largement inchangés.
Le premier tronçon fut construit dans le cadre de la construction de l'A 46 en 1973 entre l'échangeur autoroutier de Sonnborn et Dornap et s'y termine à la Bundesstraße 7 jusqu'en 1990. Bien qu'elle ne soit longue que de deux kilomètres (ce qui en faisait l'autoroute allemande la plus courte jusqu'en 2007), elle reçoit une connexion complète sur les quatre routes sortantes en prévision d'une nouvelle expansion dans l'échangeur autoroutier de Sonnborn. Bien qu'elle fût toujours signalé comme la B 224, elle garantit que le carrefour, connu jusqu'en 1995 sous le nom de carrefour autoroutier de Wuppertal-Sonnborn (à l'époque le plus grand carrefour autoroutier urbain d'Europe), est en réalité un carrefour autoroutier, car en plus de l'A 46, il y a aussi la L 74 et la L 418, sinon seules deux routes nationales aménagées comme autoroutes se terminent.
En raison de la construction complexe du tunnel de Großer Busch, ce n'est qu'en 1990 que l'écart avec la B 224(n), construite entre-temps, entre Wülfrath et le triangle autoroutier de Velbert-Nord est comblé. La B 224 entre Wuppertal-Dornap et le triangle de Velbert-Nord est transformée en A 535 le 1er septembre 2007.